# American Gods (Fernsehserie)
American Gods ist eine US-amerikanische Fernsehserie, die auf dem gleichnamigen Roman von Neil Gaiman basiert, der Fantasy, klassische und moderne Mythologie sowie amerikanische Folklore miteinander verbindet. Sie wurde von Bryan Fuller und Michael Green entwickelt und wird seit dem 30. April 2017 beim Sender Starz ausgestrahlt.
Im März 2021 wurde die Serie von Starz nach drei Staffeln abgesetzt.

## Handlung

### Erste Staffel
Shadow Moon sitzt wegen eines missglückten Raubüberfalls für drei Jahre im Gefängnis. Drei Tage vor dem Ende seiner Haftzeit wird er überraschend früher entlassen, nachdem seine Frau Laura zu Tode kam. Bald trifft er auf einen Mann namens Mr. Wednesday, der ihm einen Job als sein Bodyguard anbietet. Mr. Wednesday ist in Wirklichkeit Odin, der nordische Gott des Krieges und der Weisheit. Shadow und Wednesday reisen durch die Vereinigten Staaten und versuchen, mit anderen alten Gottheiten ein Bündnis zu schmieden, um gegen die neuen Götter der Technologie und der Medien zu kämpfen, die versuchen, die alten Götter zu verdrängen. Während ihrer Reise treffen sie auf verschiedene Götter und göttliche Wesen, darunter Bilquis, der slawischen Gottheit Czernobog und Mad Sweeney, einem irischen Kobold. In der Zwischenzeit entfaltet sich ein übernatürlicher Krieg zwischen den alten und neuen Göttern, bei dem Mr. Wednesday und seine Verbündeten versuchen, ihre Kraft zurückzuerlangen und ihre Existenz zu sichern. 
Die Staffel endet mit einer großen Schlacht zwischen den alten und neuen Göttern, die die überlebenden Charaktere in unterschiedliche Richtungen führt und Shadow Moon in einen tiefen Konflikt zwischen seinen eigenen Überzeugungen und seiner Loyalität zu Mr. Wednesday treibt.

### Zweite Staffel
In der zweiten Staffel setzt der Krieg zwischen den alten und neuen Göttern seine verheerende Wirkung fort. Shadow Moon reist nach Cairo, Illinois, um die Beerdigung seiner Mutter zu besuchen und trifft dort auf den ägyptischen Gott Anubis, der ihm ein Angebot macht, das er nicht ablehnen kann. Unterdessen versucht Mr. Wednesday, seine Verbündeten zu rekrutieren und stößt dabei auf einige Schwierigkeiten, insbesondere als er sich mit der nordischen Göttin Ostara anlegt. Shadow erfährt mehr über seine eigene Vergangenheit und seine Verbindung zu Wednesday, während er sich auch mit den Konsequenzen seiner eigenen Entscheidungen auseinandersetzen muss. Währenddessen arbeiten die neuen Götter, angeführt von Mr. World, daran, ihre Macht zu festigen und die alten Götter endgültig zu besiegen. Im Laufe der Staffel treten neue Charaktere auf, darunter die afrikanische Göttin Bilquis, die russische Zorya-Schwestern und die mexikanische Göttin der Liebe, Maria. Die Beziehungen zwischen den verschiedenen Charakteren werden komplexer und gefährlicher, während sich die Situation für die alten Götter immer mehr verschlechtert.
Die Staffel endet mit einem Showdown zwischen den alten und neuen Göttern in einem Kampf, der die Zukunft der Welt der Götter entscheiden wird. Shadow Moon muss sich zwischen seinen eigenen Loyalitäten und seiner Bestimmung als Teil eines größeren Plans entscheiden, während der Krieg zwischen den Göttern in eine neue Phase tritt.

### Dritte Staffel
In der dritten Staffel gerät Shadow Moon immer weiter in den Konflikt zwischen den alten und neuen Göttern, während er gleichzeitig versucht, seine eigene Identität und Vergangenheit zu erforschen. Die alten Götter sind in einer schwachen Position und werden von der Führung der neuen Götter immer mehr bedroht. Währenddessen sind Mr. Wednesday und Shadow Moon auf der Suche nach einem verborgenen Schatz, der ihnen helfen könnte, den Krieg zu gewinnen. Dabei treffen sie auf neue Verbündete und Feinde, einschließlich der mysteriösen und mächtigen Göttin Cordelia, die sie bei ihrem Vorhaben unterstützt. In der Zwischenzeit arbeiten die neuen Götter daran, ihre Macht weiter auszubauen, und es stellt sich heraus, dass sie einen geheimen Plan haben, der den alten Göttern ein für alle Mal ein Ende setzen soll. Eine weitere Bedrohung kommt von einem alten Feind von Mr. Wednesday, dem slawischen Gott Czernobog, der sich gegen die alten Götter wendet und eine unerwartete Rolle in der Konfrontation zwischen den Göttern spielt. Während der Staffel wird mehr über die Hintergründe und Motivationen der Charaktere und ihre Beziehungen untereinander gezeigt. Shadow Moon muss sich mit seiner eigenen Identität und der Wahrheit über seine Familie auseinandersetzen, während er in eine größere Konfrontation zwischen den Göttern hineingezogen wird.
Die Staffel endet mit einem Showdown zwischen den alten und neuen Göttern, der das Schicksal der Götterwelt entscheiden wird. Shadow Moon muss eine schwierige Entscheidung treffen und sich zwischen seiner Loyalität zu den alten Göttern und seiner eigenen Zukunft entscheiden. Der Ausgang des Konflikts bleibt ungewiss und es wird angedeutet, dass der Krieg zwischen den Göttern noch lange nicht vorbei ist.

## Besetzung und Synchronisation
Die deutschsprachige Synchronisation der Serie erfolgt durch TV+Synchron in Berlin unter Dialogbuch und -regie von Karin Lehmann. Die zweite und dritte Staffel wurden ebenfalls bei TV+Synchron in Berlin realisiert. Die deutschen Dialogbücher dazu wurden von Daniel Anderson geschrieben, der auch für die Regie verantwortlich zeichnet.
| Rolle                        | Schauspieler      | Bild | Hauptrolle (Episoden)            | Nebenrolle (Episoden)                 | Synchronsprecher     |
| ---------------------------- | ----------------- | ---- | -------------------------------- | ------------------------------------- | -------------------- |
| Shadow Moon                  | Ricky Whittle     |      | 1.01–3.10                        |                                       | Peter Sura           |
| Laura Moon / Essie McGowan   | Emily Browning    |      | 1.01–3.10                        |                                       | Luisa Wietzorek      |
| Salim                        | Omid Abtahi       |      | 2.01–3.10                        | 1.03, 1.06–1.07                       | Tayfun Bademsoy      |
| Cordelia                     | Ashley Reyes      |      | 3.01–3.10                        |                                       | Nicole Hannak        |
| Alte Götter                  |                   |      |                                  |                                       |                      |
| Mr. Wednesday / Odin (Wotan) | Ian McShane       |      | 1.01–3.10                        |                                       | Klaus-Dieter Klebsch |
| Mad Sweeney                  | Pablo Schreiber   |      | 1.01–2.07                        |                                       | Tim Sander           |
| Bilquis                      | Yetide Badaki     |      | 1.01–1.02, 1.08–3.10             |                                       | Heide Domanowski     |
| Mr. Nancy                    | Orlando Jones     |      | 2.01–2.08                        | 1.02–1.03, 1.08                       | Florian Halm         |
| Dschinn                      | Mousa Kraish      |      | 2.01–2.08                        | 1.02–1.03                             | Karim Chamlali       |
| Mr. Ibis                     | Demore Barnes     |      | 3.02–3.05, 3.07, 3.10            | 1.01, 1.04, 1.07, 2.01–2.08,          | Nicolas Böll         |
| Czernobog                    | Peter Stormare    |      |                                  | 1.02–1.03, 2.01–2.02, 3.02, 3.09–3.10 | Rainer Doering       |
| Zorya Vechernyaya            | Cloris Leachman   |      |                                  | 1.02–1.03, 2.01                       | Luise Lunow          |
| Zorya Utrennyaya             | Martha Kelly      |      |                                  | 1.02, 3.02                            | Juliana Cukier       |
| Zorya Utrennyaya             | Erika Kaar        |      |                                  | 1.03, 3.02                            | Juliana Cukier       |
| Low Key Lyesmith             | Jonathan Tucker   |      |                                  | 1.01                                  | Roman Wolko          |
| Mr. Jaquel                   | Chris Obi         |      |                                  | 1.03–1.04, 1.07                       | Matti Klemm          |
| Vulcan                       | Corbin Bernsen    |      |                                  | 1.06                                  | Gerald Schaale       |
| Easter                       | Kristin Chenoweth |      |                                  | 1.08                                  | Antje von der Ahe    |
| Jesus                        | Jeremy Davies     |      |                                  | 1.08                                  | Roland Wolf          |
| Jesus                        | Ernesto Reyes     |      |                                  | 1.06                                  | Roland Wolf          |
| Mama-ji                      | Sakina Jaffrey    |      |                                  | 2.01–2.02, 2.04, 2.07                 | Denise Gorzelanny    |
| Neue Götter                  |                   |      |                                  |                                       |                      |
| Der Technische Junge         | Bruce Langley     |      | 1.01, 1.05, 1.08–3.10            |                                       | Christian Zeiger     |
| Mr. World                    | Crispin Glover    |      | 1.05, 1.08–2.08, 3.04, 3.09–3.10 |                                       | Stefan Krause        |
| Mr. World                    | Danny Trejo       |      |                                  | 3.06–3.07                             |                      |
| Media                        | Gillian Anderson  |      |                                  | 1.02, 1.05, 1.08                      | Franziska Pigulla    |
| New Media                    | Kahyun Kim        |      |                                  | 2.03–2.04, 2.06–2.08                  | Christina Wöllner    |
| Ms. World                    | Dominique Jackson |      |                                  | 3.01, 3.04, 3.08                      | Anke Reitzenstein    |
| Sonstige Charaktere          |                   |      |                                  |                                       |                      |
| Mr. Paunch                   | Joel Murray       |      |                                  | 1.01                                  | Thomas Schmuckert    |
| Mr. Town                     | Dean Winters      |      |                                  | 2.02                                  | Thomas Schmuckert    |
| Audrey                       | Betty Gilpin      |      |                                  | 1.01, 1.04                            | Sarah Riedel         |
| Jack                         | Beth Grant        |      |                                  | 1.01, 1.03                            | Sabine Walkenbach    |
| Freundlicher Fahrer          | Scott Thompson    |      |                                  | 1.03                                  | Frank Röth           |
| Robbie                       | Dane Cook         |      |                                  | 1.04                                  | David Turba          |
| Buffer                       | Tracie Thoms      |      |                                  | 1.05                                  | Claudia Gáldy        |
| Cambro                       | Ron Lea           |      |                                  | 1.05                                  | Hans Hohlbein        |

## Ausstrahlung
Am 30. April 2017 wurde die Serie zum ersten Mal auf dem Sender Starz ausgestrahlt. Im deutschsprachigen Raum ist sie 24 Stunden nach der US-Premiere seit dem 1. Mai 2017 bei Amazon Video verfügbar. Danach wurde die Serie auch auf dem Sender RTL Crime ausgestrahlt und ist unter anderem bei iTunes erhältlich.
Nach nur zwei ausgestrahlten Folgen bestätigten die Macher bereits, dass sich eine zweite Staffel mit ebenfalls mindestens acht Folgen in Planung befinde.

## Episodenliste

### Staffel 1
| Nr. (ges.) | Nr. (St.) | Deutscher Titel                   | Originaltitel            | Erstausstrahlung USA | Deutschsprachige Erstveröffentlichung (D) | Regie             | Drehbuch                                         | Zuschauer (USA) |
| ---------- | --------- | --------------------------------- | ------------------------ | -------------------- | ----------------------------------------- | ----------------- | ------------------------------------------------ | --------------- |
| 1          | 1         | Der Knochengarten                 | The Bone Orchard         | 30. Apr. 2017        | 1. Mai 2017                               | David Slade       | Bryan Fuller & Michael Green                     | 0,975 Mio.      |
| 2          | 2         | Das Geheimnis der Löffel          | The Secret of Spoons     | 7. Mai 2017          | 8. Mai 2017                               | David Slade       | Bryan Fuller & Michael Green                     | 0,710 Mio.      |
| 3          | 3         | Schnee im Kopf                    | Head Full of Snow        | 14. Mai 2017         | 15. Mai 2017                              | David Slade       | Bryan Fuller & Michael Green                     | 0,716 Mio.      |
| 4          | 4         | Hinfort                           | Git Gone                 | 21. Mai 2017         | 22. Mai 2017                              | Craig Zobel       | Bryan Fuller & Michael Green                     | 0,631 Mio.      |
| 5          | 5         | Ein Ich, das nach Zitronen duftet | Lemon Scented You        | 28. Mai 2017         | 29. Mai 2017                              | Vincenzo Natali   | David Graziano                                   | 0,666 Mio.      |
| 6          | 6         | Ein Götterschwarm                 | A Murder of Gods         | 4. Juni 2017         | 5. Juni 2017                              | Adam Kane         | Seamus Kevin Fahey, Bryan Fuller & Michael Green | 0,607 Mio.      |
| 7          | 7         | Ein Gebet für Mad Sweeney         | A Prayer for Mad Sweeney | 11. Juni 2017        | 12. Juni 2017                             | Adam Kane         | Maria Melnik                                     | 0,629 Mio.      |
| 8          | 8         | Komm zu Jesus                     | Come to Jesus            | 18. Juni 2017        | 19. Juni 2017                             | Floria Sigismondi | Bekah Brunstetter, Bryan Fuller & Michael Green  | 0,774 Mio.      |

### Staffel 2
| Nr. (ges.) | Nr. (St.) | Deutscher Titel                   | Originaltitel                | Erstausstrahlung USA | Deutschsprachige Erstveröffentlichung (D) | Regie                      | Drehbuch                               | Zuschauer (USA) |
| ---------- | --------- | --------------------------------- | ---------------------------- | -------------------- | ----------------------------------------- | -------------------------- | -------------------------------------- | --------------- |
| 9          | 1         | Das Haus auf dem Fels             | House on the Rock            | 10. März 2019        | 11. März 2019                             | Christopher J. Byrne       | Jesse Alexander & Neil Gaiman          | 0,520 Mio.      |
| 10         | 2         | Der Täuscher                      | The Beguiling Man            | 17. März 2019        | 18. März 2019                             | Frederick E.O. Toye        | Tyler Dinucci & Andres Fischer-Centeno | 0,348 Mio.      |
| 11         | 3         | Muninn                            | Muninn                       | 24. März 2019        | 25. März 2019                             | Deborah Chow               | Heather Bellson                        | 0,329 Mio.      |
| 12         | 4         | Die beste Geschichte aller Zeiten | The Greatest Story Ever Told | 31. März 2019        | 1. Apr. 2019                              | Stacie Passon              | Peter Calloway & Aditi Brennan Kapil   | 0,336 Mio.      |
| 13         | 5         | Die Art der Toten                 | The Ways of the Dead         | 7. Apr. 2019         | 8. Apr. 2019                              | Salli Richardson-Whitfield | Rodney Barnes                          | 0,306 Mio.      |
| 14         | 6         | Donar der Große                   | Donar the Great              | 14. Apr. 2019        | 15. Apr. 2019                             | Rachel Talalay             | Adria Lang                             | 0,240 Mio.      |
| 15         | 7         | Der Schatz der Sonne              | Treasure of the Sun          | 21. Apr. 2019        | 22. Apr. 2019                             | Paco Cabezas               | Heather Bellson                        | 0,318 Mio.      |
| 16         | 8         | Moon Shadow                       | Moon Shadow                  | 28. Apr. 2019        | 29. Apr. 2019                             | Christopher J. Byrne       | Aditi Brennan Kapil & Jim Danger Gray  | 0,272 Mio.      |

### Staffel 3
| Nr. (ges.) | Nr. (St.) | Deutscher Titel                  | Originaltitel                   | Erstausstrahlung USA | Deutschsprachige Erstveröffentlichung (D) | Regie            | Drehbuch                         | Zuschauer (USA) |
| ---------- | --------- | -------------------------------- | ------------------------------- | -------------------- | ----------------------------------------- | ---------------- | -------------------------------- | --------------- |
| 17         | 1         | Ein Wintermärchen                | A Winter’s Tale                 | 10. Jan. 2021        | 11. Jan. 2021                             | Jon Amiel        | David Paul Francis               | 0,209 Mio.      |
| 18         | 2         | Schweres Mondlicht               | Serious Moonlight               | 17. Jan. 2021        | 18. Jan. 2021                             | Julian Holmes    | Moises Verneau                   | 0,185 Mio.      |
| 19         | 3         | Dämonen aus der Asche            | Ashes and Demons                | 24. Jan. 2021        | 25. Jan. 2021                             | Thomas Carter    | Anne Kenney                      | 0,160 Mio.      |
| 20         | 4         | Die Ungesehenen                  | The Unseen                      | 31. Jan. 2021        | 1. Feb. 2021                              | Eva Sørhaug      | Nick Gillie                      | 0,204 Mio.      |
| 21         | 5         | Bilquis’ Auferstehung            | Sister Rising                   | 14. Feb. 2021        | 15. Feb. 2021                             | Nick Copus       | Damian Kindler                   | 0,123 Mio.      |
| 22         | 6         | Das Gewissen eines Königs        | Conscience of the King          | 21. Feb. 2021        | 22. Feb. 2021                             | Mark Tinker      | Aric Avelino                     | 0,197 Mio.      |
| 23         | 7         | Feuer und Eis                    | Fire and Ice                    | 28. Feb. 2021        | 1. März 2021                              | Rachel Goldberg  | Anne Kenney & David Paul Francis | 0,180 Mio.      |
| 24         | 8         | Die Freuden des Brennens         | The Rapture of Burning          | 7. März 2021         | 8. März 2021                              | Tim Southam      | Holly Moyer                      | 0,110 Mio.      |
| 25         | 9         | Die Kinder des Sees              | The Lake Effect                 | 14. März 2021        | 15. März 2021                             | Metin Hüseyin    | Laura Pusey & Damian Kindler     | 0,153 Mio.      |
| 26         | 10        | Die Tränen des bekränzten Baumes | Tears of the Wrath-Bearing Tree | 21. März 2021        | 22. März 2021                             | Russell Lee Fine | Laura Pusey & Ryan Spencer       | 0,182 Mio.      |

## Rezeption
Felix Böhme vom Branchenportal Serienjunkies.de findet, dass die „fantastische Erzählung von Buchautor Neil Gaiman, ein perfekter Cast sowie Bryan Fullers einzigartige Vision […] American Gods zu einem absoluten Hingucker“ mache. Die Pilotepisode des abgedrehten Roadtrips sei „ein Fest für alle Sinne“.
Andreas Borcholte hob in seiner Kolumne zur ersten Folge bei Spiegel Online die „moralische Abgründigkeit und explizite Gewalt- und Sexdarstellung“ der Serie hervor. Weiter sei den Machern ein „genüsslich und bildgewaltig entfaltendes Panorama“ gelungen, das „trotz seiner 15 Jahre alten Vorlage dringlicher und aktueller denn je“ wirke. So vergleicht er den Inhalt mit dem „vielleicht größte[n] Konflikt- und Spannungsfeld der Trump-Ära“. Zum Schluss schreibt er, man werde „nicht nur wegen ihrer offensichtlichen Tabubrüche über diese Serie reden müssen“.
Das Lexikon des internationalen Films gibt drei von fünf Sternen. Es lobt die „visionär-kraftvollen Bilder[]“ mit denen „das Szenario spannungsvoll und beziehungsreich zwischen handfester US-amerikanischer Realität und überbordend Fantastischem umgesetzt“ wird, sowie die „starken Darsteller[], die die Romanfiguren charismatisch umsetzen und teilweise auch vertiefen.“